# Plainfield, Iowa
Plainfield är en ort i Bremer County i Iowa. Vid 2020 års folkräkning hade Plainfield 393 invånare.